# Polydore Comein
Polidorus Hector Victor (Polydore) Comein (Ieper, 24 juli 1848 – Schaarbeek, 24 mei 1907) was een Belgisch beeldhouwer. Hij signeerde zijn werk als P. Comein, hij wordt ook vermeld als Polydor(e) Comeyn.

## Leven en werk
Polydore Comein was een zoon van bakker Edmondus Desiderius Andreas Comein (1814-1880) en Amelia Dufloo (1820-1897). Na de tekenschool in Ieper studeerde hij aan de Koninklijke Academie voor Schone Kunsten van Brussel (1865-1871). Met studiegenoot en vriend Edmond Lefever trok hij na eind 1872 naar Italië, in mei 1873 waren ze in Rome. Hij was lid van de Brusselse kunstenaarsvereniging L'Essor, ontstaan als vereniging voor oud-studenten van de academie. Hij trouwde in 1883 met Camille Danse (1859-1950).
Comein maakte onder meer bustes, decoratief beeldhouwwerk, genretafereeltjes en standbeelden. In 1883 maakte hij in opdracht van de Staat een buste van kunstschilder Gaspard de Crayer. Hij nam deel aan tentoonstellingen in binnen- en buitenland. Hij ontving een zilveren medaille op de 'tentoonstelling van kunst en wetenschap, toegepast op industrie' in Utrecht (1876), nam deel aan de tentoonstelling van Levende Meesters in Amsterdam (1877), won een medaille voor La Petite Mère op de wereldtentoonstelling van 1878 in Parijs en toonde zijn werk in onder andere Brussel (1884), Berlijn (1886) en Buenos Aires (1887). 
Polydore Comein overleed op 58-jarige leeftijd.

## Enkele werken
- 1882: Les graissiers en Les merciers, twee van de 48 beelden van de Brusselse ambachten rond het Egmontplantsoen op de Kleine Zavel. Beide gegoten bij de Compagnie des Bronzes.[6][7]
- 1883: buste van Gaspard de Crayer, collectie Koninklijke Musea voor Schone Kunsten van België.[8]
- 1884: La Justice, allegorisch gevelbeeld voor 'In den Vos' ('Maison du Renard') aan de Grote Markt in Brussel. Het beeld staat centraal tussen vier beelden van Julien Dillens die de wereldelen symboliseren.[9]

## Fotogalerij

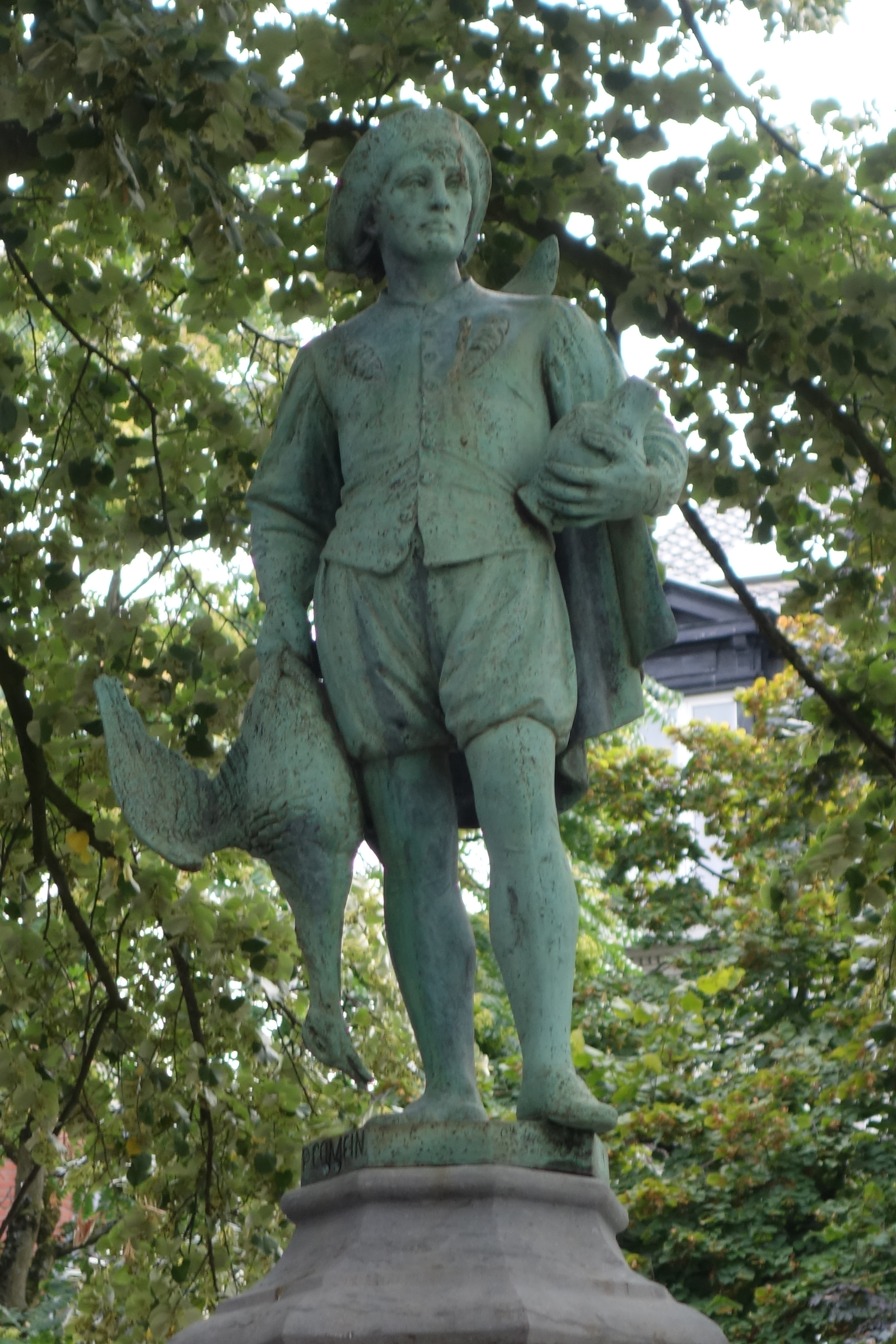
Les merciers (1882)
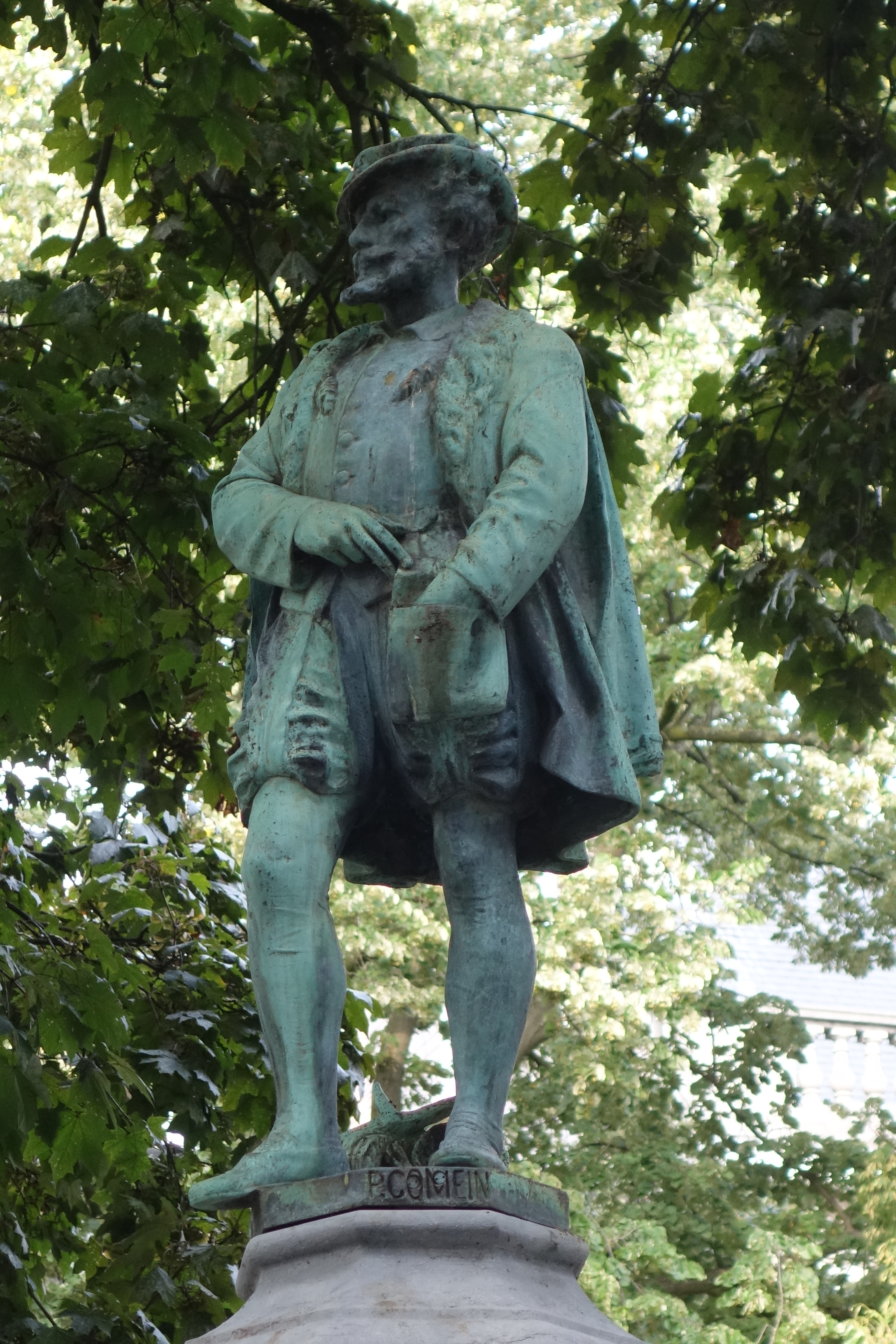
Les grassiers (1882)
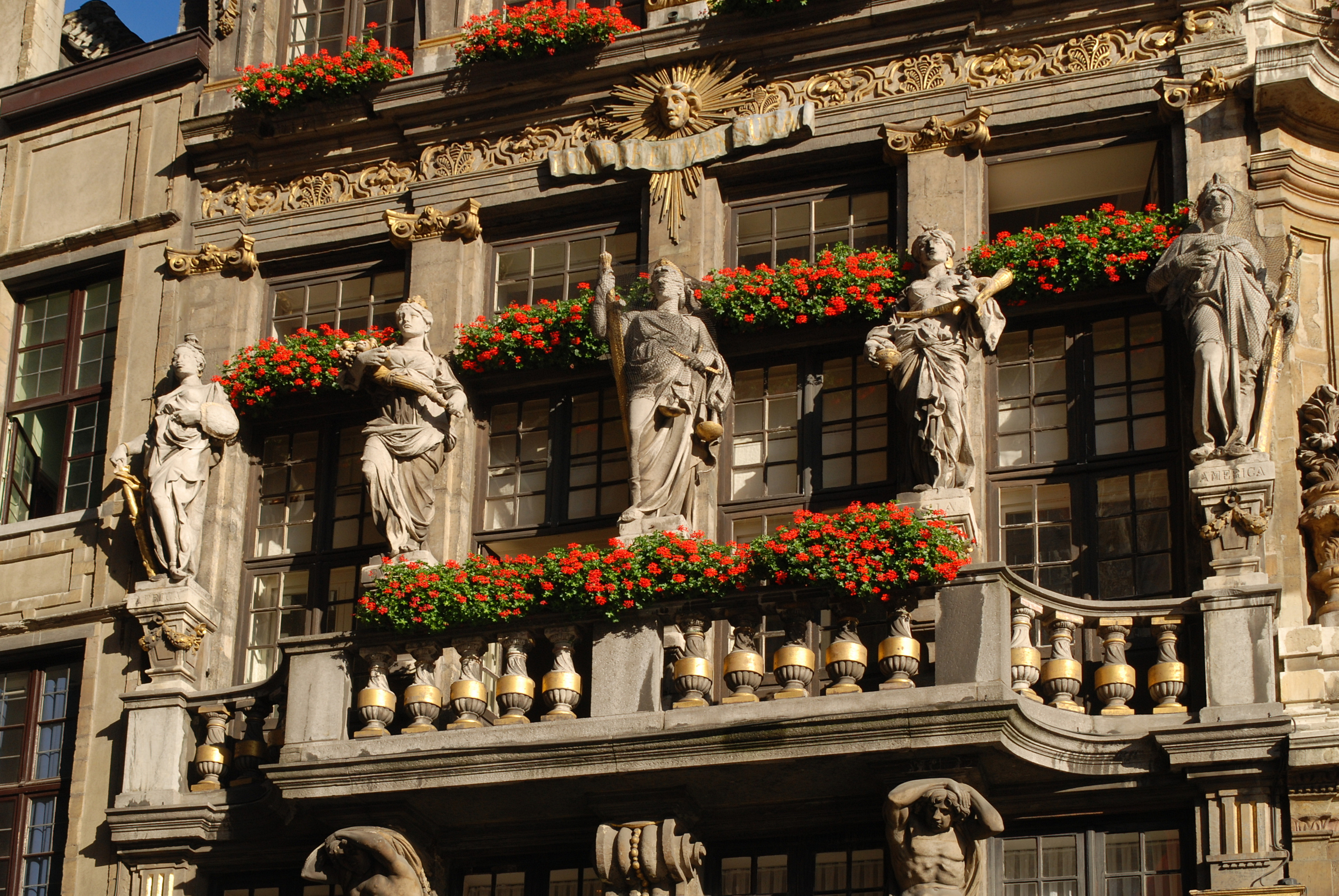
La Justice (1884)

- RKD-Nederlands Instituut voor Kunstgeschiedenis: 102247